# Голкохвіст сан-томейський
Голкохвіст сан-томейський (Zoonavena thomensis) — вид серпокрильцеподібних птахів родини серпокрильцевих (Apodidae). Ендемік Сан-Томе і Принсіпі.

## Опис
Довжина птаха становить 10 см, вага 8 г. Верхня частина тіла темно-коричнева, майже чорна, на гузці широка біла смуга. Горло коричневе, нижня частина тіла біла. На кінчиках рульових пер стовбур пера виступає на 1-2,5 мм, нагадуючи голку.

## Поширення і екологія
Сан-томейський голкохвіст є ендеміком Сан-Томе і Принсіпі. Живе в лісових масивах на висоті до 1500 м над рівнем моря, однак на більшій частині ареалу він живе на висоті 200-800 м над рівнем моря.

## Розмноження
Сан-томейський голкохвіст відкладає яйця в серпні-жовтні. Гніздо прикріплюється до внутрішньої стінки дупла бавовняного або іншого дерева, на висоті до 3 м над землею, або розміщується серед коріння дерев на висоті 20-40 см над землею. В кладці 2-3 яйця.